# Danaus plexippus
Danaus plexippus, monarszka księżna – wędrowny motyl z rodziny Nymphalidae nazywany danaidem wędrownym, monarchem lub monarchą. Występuje na obszarze od Kanady po Argentynę, a także na Hawajach, w Indonezji, Australii i Europie. Długość od głowy do końca odwłoka: do 3 cm. Rozpiętość skrzydeł: maksymalnie 10 cm. Długość życia: 3–4 tygodnie, u pokolenia zimującego: 7–8 miesięcy. 

## Informacje ogólne

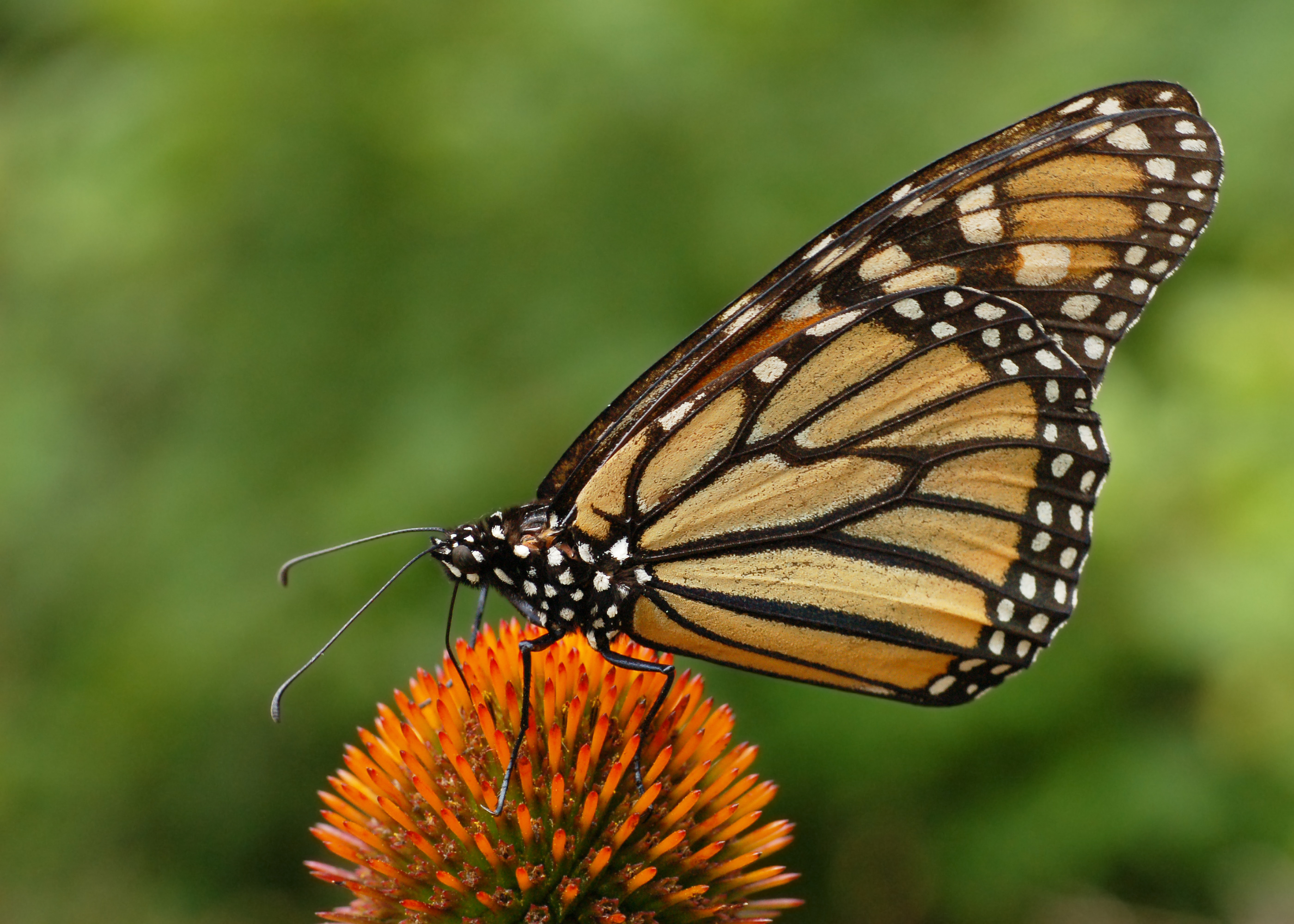
Widok motyla z profilu

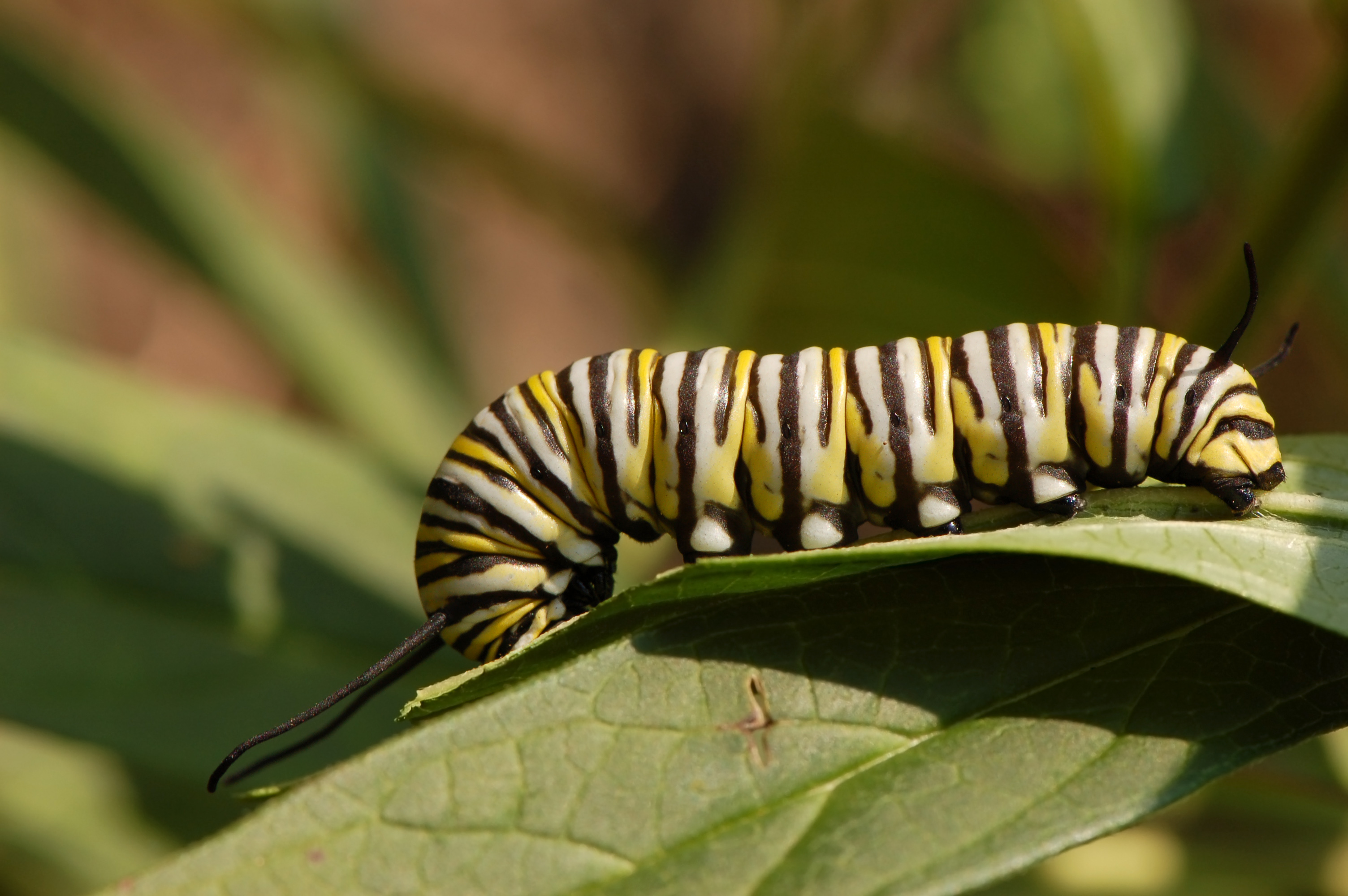
Gąsienica Danaus plexippus

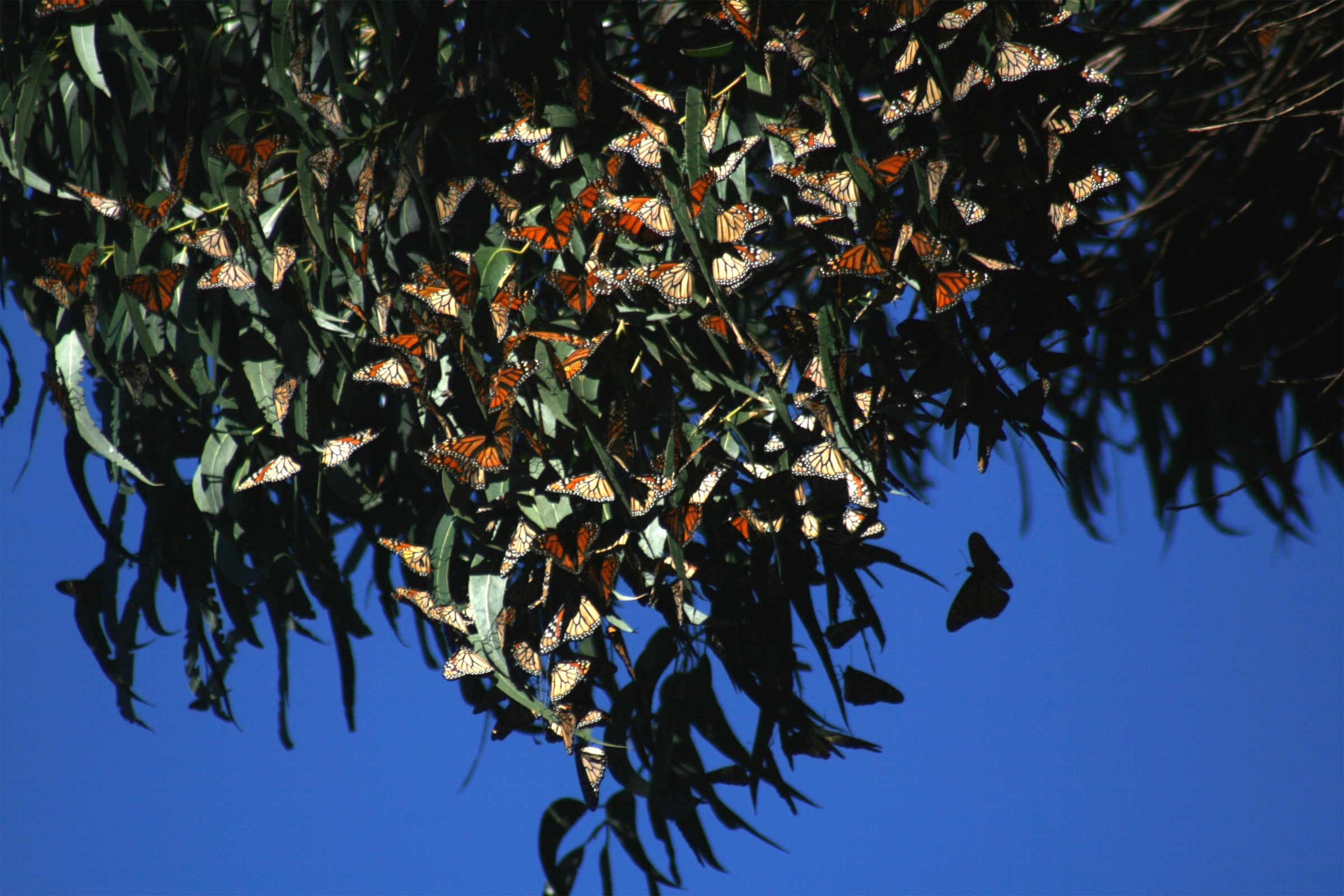
Zimujące motyle. Santa Cruz, Kalifornia

Wzór i barwa skrzydełmonarchy są bardzo jednolite. Jest to cecha typowa dla gatunków motyli o dużym zasięgu występowania i wskazuje ona na duży stopień wymiany materiału genetycznego pomiędzy poszczególnymi populacjami.
WędrówkiMonarcha jest motylem dobrze znanym ze względu na to, że populacje z Ameryki Północnej odbywają masowe migracje. Na jesieni lecące na południe motyle mogą pokonywać odległość nawet ok. 3000 km.: W trakcie swoich wędrówek orientują się w terenie, wykorzystując kąt padania światła słonecznego. W dni pochmurne, gdy jest to utrudnione, potrafią utrzymać stały kierunek lotu, wykorzystując zmysł magnetyczny.
Zaloty następują w dwóch fazach - powietrznej i naziemnej. Podczas fazy powietrznej samiec ściga samicę, co często kończy się zaciągnięciem jej na ziemię. Podczas fazy ziemnej motyle kopulują, pozostając złączone przez 30 do 60 minut.
Samice składają jaja przede wszystkim na roślinach z rodziny trojeściowatych, a szczególnie z rodzaju Asclepias. Ich liście są pokarmem dla larw monarchy, które w swoich powłokach ciała odkładają pobrane z pokarmem trucizny znajdujące się w niektórych trojeściowatych. W ten sposób gąsienice same stają się trujące dla drapieżników.  
Samice składają jaja na liściach, a z jaj tych wykluwają się larwy, czyli gąsienice. Rosnące larwy muszą przejść pięć linień, zanim staną się poczwarkami, a później dojrzałą dorosłą formą motyla.
Zimowiska monarchyznajdują się w Kalifornii (zimuje tam ok. 100 000 osobników a ich skupiska oddalone są nie bardziej niż kilometr od morza) i Meksyku (ok. 14 mln osobników, zimują w lasach mieszanych i przebywają na różnych gatunkach drzew, gdzie zbierają się w takiej liczbie, że cały las zmienia barwę z zielonej na pomarańczową). Motyle wybierają na zimowiska lasy rosnące na wysokości 3000 metrów nad poziom morza. Niektóre skupiska motyli zajmują obszar kilku hektarów lasu. Pod wpływem ciężaru motyli łamią się gałęzie, a z biegiem czasu drzewa obumierają. Po wiosennym przebudzeniu ze snu zimowego, monarchy odbywają kopulację na terenach zimowisk, a po tym rozpoczynają wędrówkę na północ.

### Zachowanie
Przy spadającej dostępności pokarmu zauważono podwyższony poziom agresji. Niedobór pokarmu sprawia, że gąsienice monarchów zaczynają ze sobą walczyć. Celują głową w jedzącego konkurenta, w celu przejęcia liści trojeści. Agresor ustawia się głową do innej gąsienicy i wykonuje szybkie uderzenie. Przeważnie skutkuje to zakończeniem żerowania i odejściem ze wspólnie zajmowanej przestrzeni.

## Pierwsze lata badań migracji

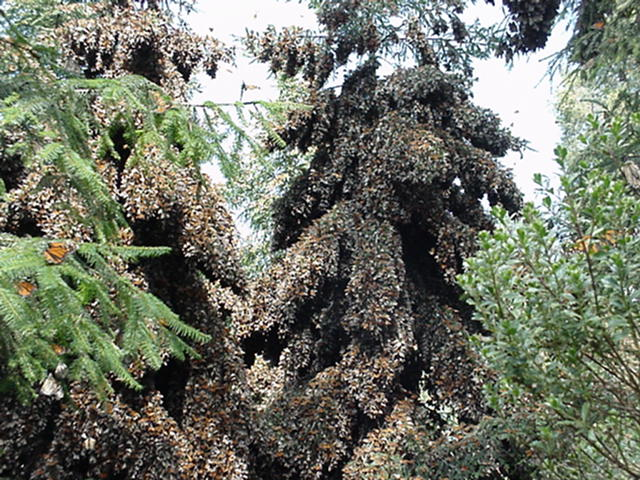
Motyle w Monarch Butterfly Biosphere Reserve (Angangueo, Michoacán)

Wiosenna wędrówka na północ

Zjawisko migracji monarchów z Ameryki Północnej do Meksyku zostało odkryte przez małżeństwo kanadyjskich zoologów z University of Toronto, Freda i Norah Urquhartów Fred był kustoszem wystawy owadów w Royal Ontario Museum i obserwatorem pojedynczych motyli tego gatunku od roku 1937. W latach 40. i 50. XX wieku małżeństwo prowadziło w domu hodowlę i badania tysięcy monarchów, a następnie opracowało metodę znakowania tych owadów, umożliwiającą rozpoczęcie w roku 1952 międzynarodowych obserwacji szlaków jesiennych wędrówek całej populacji. Początkowo chwytaniem i znakowaniem (przyklejaniem etykiet z prośbą o wysłanie znalezionego lub złowionego owada do Uniwersytetu w Toronto) zajmowała się grupa licząca 12 ochotników; w latach 60. i 70. do Międzynarodowego Stowarzyszenia ds. Migracji zgłaszały się co roku setki i tysiące członków. Na podstawie licznych otrzymywanych przesyłek Urquhatrowie potwierdzili, że monarchy wędrują z NE w kierunku SW. Na pierwsze zimowisko milionów hibernujących monarchów natrafiono 9 stycznia 1975 roku. Odkryli je Ken i Cathy Brugger, z pomocą meksykańskich drwali. Znajdowało się ok. 390 km od stolicy Meksyku, na jednej z pokrytych lasem sosnowo-jodłowym gór Płaskowyżu Neovolcanic (Kordyliera Wulkaniczna) – na terytorium prekolumbijskich Azteków, uważających motyle za powracające dusze zmarłych (nazywali je „odwiecznymi tancerzami słońca”). W następnym roku Urquhatrowie znaleźli, wśród owadów zimujących na „Górze Motyli”, monarchę z etykietką przyklejoną przez ochotnika z Minnesoty, co ostatecznie potwierdziło, że jeden owad może przemierzyć trasę ponad 3 tys. kilometrów. W następnych latach odkryto 13 zimowisk na innych pięciu górach Kordyliery.

## Zmiany liczebności populacji

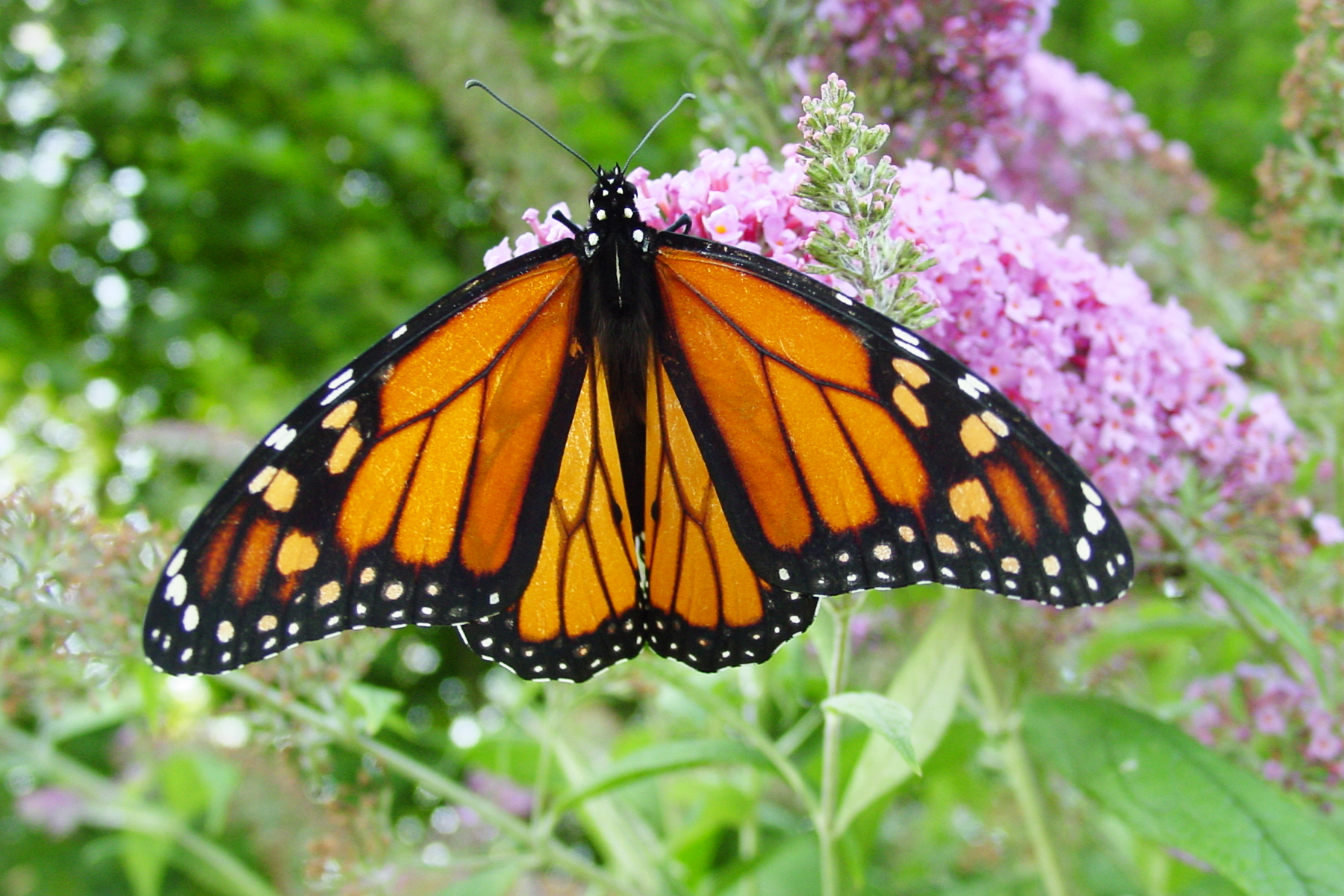
Samiec motyla na kwiatach trojeści

Miarą liczebności populacji migrujących motyli jest powierzchnia zajmowana przez meksykańskie kolonie. Według WWF największą liczebność zaobserwowano w roku 1995 (21,6 ha). W okresie niecałych 10 lat zmniejszyła się około dziesięciokrotnie (2,19 ha w roku 2004 i 1,92 ha w roku 2015). Problem jest przedmiotem intensywnych badań, prowadzonych w ramach międzynarodowych programów. m.in. „Monarch Watch” (dyrektor – Chip Taylor, University of Kansas). Stwierdzono m.in. bezspornie, że główną przyczyną spadku liczebności jest upowszechnienie technik intensywnego rolnictwa, w tym herbicydów, wykluczających możliwość rozwoju trojeści, najsilniejszego atraktanta monarchów. Ochroną z użyciem herbicydów objęto nawet uprawy kukurydzy i soi, co stało się możliwe w końcu XX wieku, po wprowadzeniu odmian odpornych na te środki. Ich wprowadzenie pociągnęło za sobą równoczesne zmniejszenie się liczebności trojeści i monarchów.
Drugą z wymienianych przyczyn jest wyrąb meksykańskich lasów, uznanych za rezerwaty ekologiczne. Ten nielegalny proceder w znacznym stopniu zahamowano (w latach 2007–2015 o ok. 50%), przekonując ludność chronionego obszaru (50 tys. ha), że znacznie więcej korzyści niż pozyskiwane drewno przynoszą im motyle – wielka atrakcja turystyczna.  
Mimo realizacji kosztownych programów ratowania Danaus plexippus nadal istnieje obawa o zanik unikalnego zjawiska migracji (w wielu krajach występują liczne populacje monarchy, jednak motyle te nie migrują).